# 대연중학교
대연중학교(大淵中學校)는 대한민국 부산광역시 남구 대연동에 있는 공립 중학교이다.

## 학교 연혁
- 1969년 10월 10일 : 설립인가 (42)학급
- 1970년 2월 3일 : 초대 김영길 교장 취임
- 1970년 3월 5일 : 제1회 입학식 (561명)
- 1971년 5월 10일 : 교가 제정(김봉모 작사, 이상근 작곡)
- 1981년 10월 26일 : 부산시 교위지정 특별 연구학교 발표
- 1991년 12월 15일 : 별관(도서관, 4층) 증축
- 1999년 3월 25일 : 청운관(강당) 개관
- 2000년 11월 2일 : 교육환경개선 사업(교사 전면 개.보수 공사 완료)
- 2001년 7월 15일 : 급식소 시설 및 특별실 증축
- 2002년 3월 5일 : 남녀공학 실시
- 2002년 12월 20일 : 태산관 (다목적실) 개관
- 2004년 8월 27일 : 리모델링 도서관 개관
- 2005년 7월 5일 : 농구부 생활관 개관
- 2011년 7월 8일 : 교육복지실 개소
- 2011년 7월 25일 : 과목중점형(영,수) 교과교실제 학교지정
- 2017년 2월 7일 : 급식실 가사실 현대화, 진로활동실 구축
- 2024년 3월 1일 : 제23대 임희자 교장 취임
- 2025년 1월 6일 : 제53회 졸업식(183명, 졸업생 누계 26,241명)
- 2025년 3월 4일 : 제56회 입학식(230명 입학)

## 참고 자료
- 대연중학교 - 한국교육학술정보원 학교알리미